# 小黑惠子
小黑惠子（日语：小黒 恵子，1928年6月15日—2014年4月1日），日本作曲家，出生于神奈川県川崎市。
1973年，获得日本作詩大賞童謡獎。1982年獲得“赤い靴児童文化大賞”。1990年，獲得“川崎市文化賞受賞”。
2014年4月1日，因呼吸衰竭去世。享年85歳。